# عبد الرحيم وردك
اللواء عبد الرحيم وردك (بالدرية: عبدالرحیم وردگ)، (من مواليد 1945)، من البشتون، سياسي أفغاني ووزير دفاع سابق في أفغانستان. تم تعيينه في 23 ديسمبر 2004 من قبل الرئيس الأفغاني حامد كرزاي. كان وردك نائب وزير الدفاع للوزير السابق محمد فهيم. خلال الحرب السوفيتية الأفغانية في الثمانينيات، كان وردك زعيمًا للمقاومة الوطنية للمجاهدين الذين حاربوا القوات السوفيتية في الجبهة الإسلامية الوطنية في أفغانستان. وهو من عرقية البشتون من إقليم وردك.
أدلى وردك بشهادته أمام الكونغرس الأمريكي حول كيفية تحقيق الاستقرار في منطقة أفغانستان وباكستان. والتقى ريتشارد هولبروك في عام 2009، المبعوث الأمريكي الخاص إلى أفغانستان وباكستان، لمناقشة الأمن مع وزراء دفاع الناتو، والقائد الأعلى لحلف الناتو لأوروبا الجنرال الأمريكي جون كرادوك. ووقع اتفاقية مع قادة الناتو لتحسين التعاون والتنسيق في عمليات مكافحة الإرهاب. وفي أغسطس 2012، استقال وردك بعد حصوله على تصويت بحجب الثقة من البرلمان الأفغاني. كما كان مرشحًا للانتخابات الرئاسية لعام 2014.